# Campeonato Maranhense de Futebol de 2022 – Série A
A Série A do Campeonato Maranhense de Futebol de 2022 foi a 101.ª edição da principal divisão do futebol no Maranhão. A competição será organizada pela Federação Maranhense de Futebol (FMF) e disputada por 8 (oito) clubes entre 20 de janeiro e abril de 2022. Além do título, os times disputam classificações para a fase de grupos da Copa do Nordeste, primeira fase da Copa do Brasil e uma vaga para a Série D do Campeonato Brasileiro do ano seguinte.

## Sistema de disputa
O certame será disputado em primeiro turno, segundo turno e final, sendo o Primeiro turno e o segundo turno compostos por três fases cada.
No primeiro Turno, os oito clubes serão divididos em dois grupos com quatro clubes em cada grupo, tendo Moto Club e Sampaio Corrêa (finalistas da edição passada) como cabeça de chave e sorteio para a definição dos demais. Na primeira fase do turno, os clubes jogarão entre si, dentro de cada grupo, em jogos de ida, classificando-se o 1º e o 2º colocados de cada grupo para a Segunda Fase (Semifinal). O 1º colocado de cada grupo enfrentará o 2º colocado do outro grupo em jogo de ida, com mando de campo para os melhores colocados. Em caso de empate, a decisão será através de disputa de pênaltis. Os vencedores de ambos os confrontos se enfrentam em partida de ida, com mando de campo para a melhor campanha dentro do turno.
No segundo turno, na primeira fase, os clubes do Grupo A enfrentam os clubes do Grupo B, em partidas de ida, classificando-se o 1º e o 2º colocados de cada grupo para a segunda fase (Semifinal). O 1º colocado de cada grupo enfrentará o 2º colocado do outro grupo em jogo de ida, com mando de campo para os melhores colocados. Em caso de empate, a decisão será através de disputa de pênaltis. Os vencedores de ambos os confrontos se enfrentam, em partida de ida, com mando de campo para a melhor campanha dentro do turno.
Na final, os campeões de cada turno se enfrentam em partidas de Ida e Volta, com mando de campo da segunda partida para o clube que somar mais pontos em toda a competição. O clube vencedor dos confrontos será declarado campeão estadual maranhense de 2022. Em caso de empate em pontos e saldo de gols no confronto, a definição do campeão sairá por meio de disputa por penalidades máximas. Se um mesmo clube vencer os dois turnos, esse será considerado campeão.
Ocorrendo empate em pontos ganhos entre dois ou mais clubes ao final da Primeira Fase em ambos os turnos, o desempate, para efeito de classificação para a Segunda fase (Semifinais), será efetuado observando-se os critérios abaixo:
- maior número de vitórias;
- maior saldo de gols;
- maior número de gols pró;
- confronto direto (inaplicável em caso de empate entre três ou mais clubes);
- menor número de cartões vermelhos recebidos;
- menor número de cartões amarelos recebidos;
- sorteio realizado pela DCO.

Os dois últimos colocados na classificação final do campeonato sofrerão descenso para o Campeonato Maranhense da Série B em 2023.

## Classificação para competições regionais e nacionais
Os dois primeiros colocados disputarão a Copa do Brasil de 2023. Já o campeão, além da Copa do Brasil, disputará a fase de grupos da Copa do Nordeste de 2023. Excluídos os clubes que já tenham vaga assegurada nas Séries A, B ou C do Campeonato Brasileiro de 2023, a equipe melhor classificada ganhará o direito de disputar a Série D do Brasileiro de 2023.

## Promovidos e rebaixados
| Pos. | Rebaixados da Série A 2021 |
| ---- | -------------------------- |
| 7º   | Bacabal                    |
| 8º   | Imperatriz                 |

| Pos. | Promovido da Série B 2021 |
| ---- | ------------------------- |
| 1º   | Cordino                   |
| 2º   | Tuntum                    |

## Primeiro Turno

### Primeira Fase

#### Desempenho por Rodada
|         | 1   | 2   | 3   |
| Grupo A | PAC | PAC | SAM |
| Grupo B | TUN | SJO | MOT |

|         | 1   | 2   | 3   |
| Grupo A | SEJ | SEJ | SEJ |
| Grupo B | COR | COR | COR |

### Fase final
Em itálico, os times que possuem o mando de campo no confronto e em negrito os times classificados.
|  | Semifinais | Semifinais     | Semifinais |   |  | Final          | Final | Final |
|  |            |                |            |   |  |                |       |       |
|  | 1A         | Sampaio Corrêa | 1          |   |  |                |       |       |
|  | 2B         | São José-MA    | 0          |   |  |                |       |       |
|  |            |                |            |   |  | Sampaio Corrêa | 1     |       |
|  |            |                | Moto Club  | 0 |  |                |       |       |
|  | 1B         | Moto Club      | 2          |   |  |                |       |       |
|  | 2A         | Pinheiro       | 0          |   |  |                |       |       |

## Segundo Turno

### Primeira Fase

#### Desempenho por Rodada
|         | 1   | 2   | 3   | 4   |
| Grupo A | SAM | IAP | SAM | IAP |
| Grupo B | MOT | SJO | SJO | COR |

|         | 1   | 2   | 3   | 4   |     |
| Grupo A | IAP | SEJ | SEJ | SEJ | SEJ |
| Grupo B | TUN | COR | TUN | TUN |     |

### Fase final
Em itálico, os times que possuem o mando de campo no primeiro jogo do confronto e em negrito os times classificados.
|  | Semifinais | Semifinais     | Semifinais |   |  | Final | Final | Final |
|  |            |                |            |   |  |       |       |       |
|  | 1A         | IAPE           | 2          |   |  |       |       |       |
|  | 2B         | São José-MA    | 0          |   |  |       |       |       |
|  |            |                |            |   |  | IAPE  | 0     |       |
|  |            |                | Cordino    | 3 |  |       |       |       |
|  | 1B         | Cordino        | 1 (4)      |   |  |       |       |       |
|  | 2A         | Sampaio Corrêa | 1 (2)      |   |  |       |       |       |

## Final

### Ida
| 13 de abril de 2022 | Cordino     | 1 – 1 | Sampaio Corrêa |  |
| 15:30               | Ulisses 81' |       | Eron 63'       |  |

### Volta
| 20 de abril de 2022 | Sampaio Corrêa | 0 – 0 | Cordino |  |
| 19:00               |                |       |         |  |

|  |       | Penalidades |
|  | 4 − 3 |             |

## Público
Todos os públicos do Campeonato Maranhense 2022
| Nº | Público | Mandante        | Placar | Visitante       | Estádio         | Data            | Rodada     | Ref.   |
| -- | ------- | --------------- | ------ | --------------- | --------------- | --------------- | ---------- | ------ |
| 1  | 9 145   | Sampaio Corrêa  | 1–0    | Moto Club       | Castelão        | 12 de março     | Final 1º T | [ 2 ]  |
| 2  | 1 078   | Moto Club       | 2–0    | Pinheiro        | Nhozinho Santos | 19 de fevereiro | SF 1º T    | [ 3 ]  |
| 3  | 1 011   | São José-MA     | 1–1    | Moto Club       | Nhozinho Santos | 23 de janeiro   | 1ª Fase    | [ 4 ]  |
| 4  | 732     | Moto Club       | 1–0    | Tuntum          | Nhozinho Santos | 30 de janeiro   | 1ª Fase    | [ 5 ]  |
| 5  | 697     | Sampaio Corrêa  | 1–0    | São José-MA     | Castelão        | 27 de fevereiro | SF 1º T    | [ 6 ]  |
| 6  | 621     | Pinheiro        | 3–0    | Juventude Samas | Costa Rodrigues | 8 de fevereiro  | 1ª Fase    | [ 7 ]  |
| 7  | 455     | Cordino         | 1–2    | Moto Club       | Leandrão        | 6 de fevereiro  | 1ª Fase    | [ 8 ]  |
| 8  | 453     | Pinheiro        | 1–0    | IAPE            | Costa Rodrigues | 29 de janeiro   | 1ª Fase    | [ 9 ]  |
| 9  | 440     | Sampaio Corrêa  | 4–0    | Pinheiro        | Castelão        | 2 de fevereiro  | 1ª Fase    | [ 10 ] |
| 10 | 395     | Juventude Samas | 1–2    | Sampaio Corrêa  | Pinheirão       | 26 de janeiro   | 1ª Fase    | [ 11 ] |
| 11 | 350     | Tuntum          | 1–1    | São José-MA     | Rafael Seabra   | 6 de fevereiro  | 1ª Fase    | [ 12 ] |
| 12 | 260     | Tuntum          | 3–2    | Cordino         | Rafael Seabra   | 3 de fevereiro  | 1ª Fase    | [ 13 ] |
| 13 | 244     | IAPE            | 0–1    | Sampaio Corrêa  | Castelão        | 8 de fevereiro  | 1ª Fase    | [ 14 ] |
| 14 | 236     | Cordino         | 1–2    | São José-MA     | Leandrão        | 30 de janeiro   | 1ª Fase    | [ 15 ] |
| 15 | 48      | Juventude Samas | 0–1    | IAPE            | Pinheirão       | 5 de fevereiro  | 1ª Fase    | [ 16 ] |

## Premiação
| Campeonato Maranhense Série A de 2022   |
| São Luís                                |
| --------------------------------------- |
| Sampaio Corrêa Tricampeão (36.º título) |

## Classificação Geral
- ^ F1. Campeão da Copa FMF 2022